# Ferroli
Концерн Ferroli S.p.A. (Італія) — виробник опалювальної техніки, кліматичних систем, гідромасажних та душових кабін, радіаторів та нагрівального обладнання, електродвигунів. Штаб-квартира знаходиться в комуні Сан-Боніфачо провінції Верона області Венеція, Італія.
Компанія Ferroli була створена в 1955 р. братами Ферролі: Данте (1929—2015), Леонардо і Луїджі в їх рідному місті Верона, Італія. На той момент в майстерні працювало 20 осіб. За час існування маленька майстерня з виробництва газових котлів зросла до рівня міжнародної промислової групи.

## Історія[2]
- 1955 р. Брати Ферролі склали перший сталевий газовий котел.
- 1958 р. San Bonifacio (Verona) поставка 500 газових котлів для житлових муніципальних будинків Верони є першим серйозним замовленням для молодого підприємства Ferroli.
- 1962 р. З першим напівавтоматичним ливарним процесом, Ferroli виводять на ринок чавунні котли.
- 1965 р. Розширення компанії і поглинання сусідів: у Бургосі відкривається виробництво Ferroli España Sa. У Алано-ді-Піаве купується сталеливарний комбінат IMA (Industrie Meccaniche di Alano Srl), що дозволяє компанії стати незалежною від постачальників чавунних заготовок. Сьогодні на заводі IMA проводиться повна гамма алюмінієвих і сталевих радіаторів під торговими марками Ferroli і IMA.
- 1967 р. Компанія починає виробництво чавунних радіаторів на нових автоматичних системах.
- 1970 р. Відкриття першої дочірньої компанії Ferroli в Європі — Ferroli France Sarl в м. Сан Мішель, Франція.
- 1973 р. Побудований новий завод в провінції Беллуно для виробництва сталевих і алюмінієвих радіаторів.
- 1978 р. Починається виробництво промислових котлів в м. Сан-Боніфачо.
- 1990 р. Виходить на ринок кліматичного обладнання — для цього купується в Італії завод Starclima Srl.

## Група компаній FERROLI GROUP

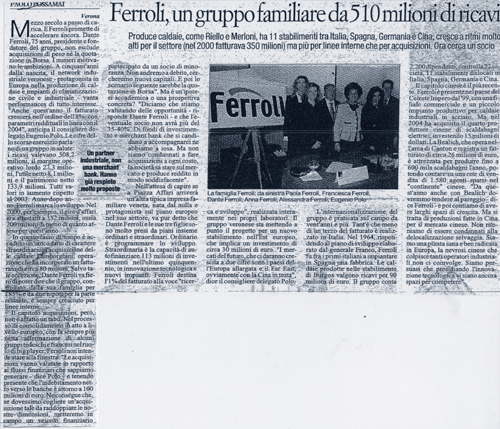
Вирізка з газети Верони про Ferroli 2004 року

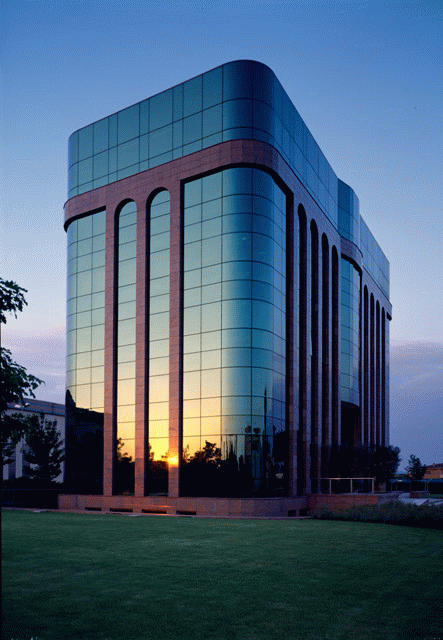
Штаб-квартира Ferroli S.p.A. в м. Сан-Боніфачо, Італія

На початку 90-х років Ferroli купує заводи і відкриває дочірні компанії в ряді європейських країн, а також в Китаї. Тепер Ferroli — це група компаній під загальною назвою — FERROLI GROUP.
До складу FERROLI GROUP увійшли наступні компанії:
- 1990 р.
  - Ferroli Industrie GmbH (Дрезден, Німеччина)
  - Ferroli Isitma Sistemleri Ticaret Ve Servis A.S. (Стамбул, Туреччина)
- 1994 р. Купівля заводу Magnetic Spa (Віченца, Італія), що виробляє гідромасажні ванни і багатофункціональні душові кабіни.
- 1998 р. Ferroli Limited (Бірмінгем, Велика Британія)[3]
- 1999 р.
  - FER Belgium Nv (Dendermante, Бельгія)
  - Ferroli Poland Sp Zoo (Zory, Польща)
  - Enertech Nv / Sa (Mechelen, Бельгія)
  - Ferroli Romania Srl (Бухарест, Румунія)
- 2000 р.
  - Quingdao Ferroli HVAC Manufactory Technologies Co. Ltd (Quingdao, Китай)
  - Ferroli Boiler & Heating Equipments Co. Ltd (Qindao, Китай)
- 2001 р.
  - Rapido Wärmetechnik (Німеччина)
  - Agpo (Нідерланди)
- 2002 р.
  - Lamborghini Calor Spa (Dosso, Італія)
  - Finterm / Joanes Spa (Grugliascio, Італія)
  - Eurotherm Srl (Spilamberto, Італія)
  - Lamborghini Caloreclima España Sa (Мадрид, Іспанія)
  - Calore Clima Group Sas (Ліон, Франція)
- 2004 р. Ferroli Bealich Water Equipment (Китай)[4]. Оборот компанії Ferroli за 2004 рік склав 510 млн.євро.
- 2006 р.
  - Cointra Godesia (Мадрид, Іспанія)
  - Anselmo Cola (Верона, Італія)
- 2007 р. У червні 2007 р група компаній Ferroli здійснила покупку компанії ISEA.
- 2009 р.
  - Ferroli Turkey (Туреччина)
  - Ferroli Poland (Сосновець, Польща)

Торгові марки Ferroli: Fer, AgpoFerroli, Rapido, Bealich Lamborghini, Caloreclima, Joannes, Euroterm, Ima, Alma і Magnetic.
Сьогодні робочий цех Ferroli перевищує 100.000 квадратних метрів і є штаб-квартирою, де планують і розробляють всі продукти для 5 внутрішніх підрозділів: опалення, кліматичні системи, гідромасажні та душові кабіни, радіатори та нагрівальне обладнання, електродвигуни.

## Купівля заводів Lamborghini
2002 року Ferroli купує в Італії завод Lamborghini Calor Spa і в Іспанії завод Lamborghini Caloreclima Espana Sa, заводи Ферруччо Ламборгіні (1916—1993), який виробляв як трактори, так і гоночні автомобілі Lamborghini, після того як посварився з Енцо Феррарі (1898—1988) (власником компанії Ferrari) пан Ламборгіні з 1960 року виробляв кліматичне і опалювальне обладнання. Тепер внизу сторінок сайту Lamborghini Caloreclima написано, що Ferroli S.p.A. — єдиний власник цієї компанії.